# Lepidotrigla guentheri
Lepidotrigla guentheri és una espècie de peix pertanyent a la família dels tríglids.

## Descripció
- Fa 20 cm de llargària màxima.[1][2]

## Hàbitat
És un peix marí, demersal i de clima temperat que viu entre 70-280 m de fondària.

## Distribució geogràfica
Es troba al Pacífic nord-occidental: des del sud del Japó fins al mar de la Xina Oriental.

## Observacions
És inofensiu per als humans.